# Dave Donaldson (cầu thủ bóng đá, sinh năm 1911)
David Edwin Donaldson (28 tháng 2 năm 1911 – 10 tháng 2 năm 1974) là một cầu thủ bóng đá người Anh thi đấu ở vị trí tiền vệ chạy cánh.